# حزمة هيس
حزمة هيس أو الحزمة الأذينية البطينية هي مجموعة من خلايا عضلة القلب متخصصة في النقل الكهربي للنبضات من العقدة الأذينية البطينية (الواقعة بين الاذينين والبطينين) إلى قمة الفروع الحزمية. تؤدي الفروع الحزمية بعد ذلك إلى ألياف بركنجي التي تمد البطينين بالنبضات الكهربية مما يؤدي إلى الانقباض البطيني.

## سبب التسمية
سميت حزمة هيس بهذا الاسم نسبة إلى طبيب القلب السويسري ويلهم هيس (الابن) ،الذي اكتشفها عام 1893.

## الوظيفة
تمثل هذه الحزمة جزءا هاما من جهاز التوصيل الكهربي في القلب حيث انها تعمل على نقل النبضات الكهربية من العقدة الجيبية الأذينية التي تقع في الأذين الأيمن إلى جميع أجزاء القلب. المعدل الداخلي للنبضات في حزمة هيس يقدر ب 40-60 نبضة في الدقيقة. تنقسم حزمة هيس بعد ذلك إلى 3 فروع حزمية : أيمن، أيسر امامي، أيسر خلفي والتي تمر جميعها خلال الحاجز بين البطينين. تتفرع هذه الفروع الحزمية بعد ذلك إلى ألياف خيطية رفيعة تعرف بألياف بركنجي. تعمل ألياف بركنجي على نقل النبضات إلى عضلة البطينين. تمثل الفروع الحزمية والياف بركنجي معا الجهاز التوصيل الكهربي البطيني. تحتاج النبضات الكهربية إلى 0.03-0.04 ثوان لتنتقل من حزمة هيس إلى عضلة البطينين.

## الأمراض
إحصار حزمة هيس يؤدي إلى انقطاع الاتصال الكهربي بين الأذينين والبطينين في حالة تعرف بإحصار القلب من الدرجة الثالثة والتي تعالج غالبا بناظمة اصطناعية.